# Alexandra Richter
Alexandra Richter (Rio de Janeiro, 5 de junho de 1967) é uma atriz e humorista brasileira. Richter fez sua estreia nas telas aparecendo no programa humorístico Chico Total em 1996 e mais tarde fez participações em telenovelas. Ela ainda esteve em outras produções na televisão que a tornaram conhecida, como Coração de Estudante (2002), Zorra Total (2005–09) e Passione (2010). Ela recebeu uma indicação ao Grande Otelo de Melhor Atriz Coadjuvante por seu papel de Iesa no filme de comédia Minha Mãe É Uma Peça (2013). Reprisou o papel de Iesa nas sequências Minha Mãe É Uma Peça 2 (2016) e Minha Mãe É Uma Peça 3 (2019).
Richter fez sua estreia profissional na peça Vicejar Mundano (1992) enquanto ainda estudava na escola de teatro. Desde então, tornou-se assídua nos palcos, onde se especializou, sobretudo, na comédia. É mais conhecida por suas performances em Os Saltimbancos (1998), Loja de Brinquedos (2003) e Divã (2005–07), onde esteve ao lado de Lília Cabral nos palcos. Protagonizou a peça de comédia A História de Nós Dois (2009–17), pela qual foi indicada ao Prêmio Tudo de Bom - O Dia na categoria Humor. No cinema, foi premiada com o troféu de Melhor Atriz Coadjuvante pelo Festival de Cinema de Vassouras por Horizonte (2024).
Nos anos recentes, tem se destacado por seus personagens diversificados em telenovelas. Interpretou com elogios a vilã Sônia em Cheias de Charme (2012), a vilã narcisista Maura em Malhação 2013, a fútil Luísa em Boogie Oogie (2014), a psicanalista Eva em Rock Story (2016), a herdeira Valquíria em Pega Pega (2017), a recatada Monalisa em O Tempo Não Para (2018), a cômica Julinha em Além da Ilusão (2022), a golpista Nice em Terra e Paixão (2023) e a vilã controladora Brenda Monteiro em Família É Tudo (2024).

## Início da vida
Alexandra nasceu no Rio de Janeiro, capital do estado homônimo, Brasil, em 5 de junho de 1967. Oriunda de uma família de descendência alemã, antes da fama, tinha uma vida simples e trabalhava com artesanato. Em entrevistas, revelou que se não fosse atriz, teria enveredado para as artes plásticas. Aos vinte e quatro anos, se interessou pelas artes cênicas e ingressou num curso de teatro.
Durante o período em que estava na escola de teatro, trabalhava com decoração, pintando e produzindo peças artesanais em casa. Seus amigos enxergaram seu trabalho e passaram a recomendar, sendo esta uma renda enquanto ela estudava. Quando despontou sua carreira de atriz, deixou o artesanato de lado. Enquanto ainda estava no curso, foi convidada para o espetáculo Vicejar Mundano, de Miguel Oniga, sendo essa sua estreia artística em 1992.

## Carreira

### 1992—09: Início no teatro e projeção nacional na televisão
Após sua estreia profissional no teatro em Vicejar Mundano (1992), fez, no mesmo ano, seu primeiro trabalho na televisão figurando na telenovela Despedida de Solteiro, da TV Globo, onde interpretava uma enfermeira da clínica do personagem "Gabriel", interpretado por Sérgio Viotti. No ano seguinte, fez figuração na minissérie Sex Appeal e integrou o elenco de seu segundo espetáculo teatral, Terror na Praia, cujo tinha o repertório alterado a cada semana de apresentação e o elenco trabalhava na base da improvisação muitas vezes. Sua primeira grande oportunidade na televisão foi no programa humorístico Chico Total (1996), exibido pela TV Globo aos sábados, sempre após a novela das oito, e comandado pelo mestre do humor Chico Anysio, onde ela interpretou diversos personagens em esquetes.
Após esse trabalho, continuou com pequenos trabalhos na televisão. Transferiu-se para a Rede Manchete onde atuou como uma parteira na telenovela Mandacaru, em 1997. Neste mesmo ano, fez uma ponta na novela Por Amor, de Manoel Carlos, como uma amiga da personagem "Meg", uma socialite interpretada por Françoise Forton. Em 1998, interpretou "Shirley" em uma participação especial na novela Anjo Mau, onde sua personagem é uma presidiária que tenta matar a protagonista "Nice" (Glória Pires) na penitenciária. Também interpreta uma salva-vidas na novela Torre de Babel e integra o elenco de uma montagem do clássico espetáculo de comédia Os Saltimbancos no teatro.
Em 2000, volta a trabalhar numa obra de Manoel Carlos em Laços de Família, onde interpreta "Elisa", uma das pacientes que frequentemente aparecem na clínica estética da protagonista "Helena" (Vera Fischer). Após mais participações especiais em Brava Gente e Malhação, em 2001, ela finalmente integrou o elenco fixo de uma telenovela em Coração de Estudante (2002), de Emanuel Jacobina, como "Rita Cordeiro". Sua personagem é a primeira-dama da cidade em que se ambienta a trama, casada com o atrapalhado prefeito "Lineu" (Paulo Figueiredo), o qual ela trai constantemente pois é apaixonada pelo peão "Nélio" (Vladimir Brichta). Em 2003, faz uma participação especial em Celebridade, de Gilberto Braga, e nos anos seguintes aparece em episódios do seriado A Diarista, estrelado por Cláudia Rodrigues.
Também em 2003, integra o elenco do espetáculo infantil Loja de Brinquedos, que conta a história de uma rica menina que entra em uma loja de brinquedos mas não se interessa por nada, pois já tem tudo, mas ao longo da peça descobre que não adianta ser uma criança que tem tudo se não tem com quem compartilhar. No elenco, Richter se destacou ao lado de Maria Clara Gueiros ao interpretarem a dupla "Taga-Rela". Em 2004, encena pela primeira vez o espetáculo Uma Loira na Lua, que celebra a força e o empoderamento feminino, além de homenagear atrizes icônicas como Hebe Camargo e Marília Pêra. No espetáculo, Alexandra interpreta cinco personagens distintos em várias esquetes. Entre os destaques está "Marly de Bangu", uma empresária que acredita que a solução para todos os problemas do planeta é partir para a Lua na cápsula que ela mesma criou.
Em 2005, ingressou no elenco do programa humorística Zorra Total, onde despontou na interpretação de diversos personagens. O trabalho a tornou conhecida do grande público e ela permaneceu na atração até o ano de 2009. Também em 2005 estrelou com Lília Cabral o espetáculo Divã, um espetáculo que traz à discussão a descoberta de personalidade de uma mulher de 40 anos. Enquanto gravava o Zorra Total, Richter também fez participações especiais em outros programas de televisão, como Carga Pesada, em 2007, e episódios de Toma Lá, Dá Cá. em 2008. Em 2009, atua na adaptação cinematográfica de Divã, reprisando o papel de "Mônica", a melhor amiga da protagonista "Mercedes", papel de Lília Cabral. Também em 2009, ganhou elogios pela comédia dramática A História de Nós Dois, ao lado de Marcello Valle, uma peça que aborda com humor os problemas dos relacionamentos modernos.

### 2010—19: Versatilidade e amadurecimento da carreira
Em 2010, Richter voltou a atuar em uma telenovela após oito anos fora do gênero. Foi escalada para o elenco da novela Passione, de Sílvio de Abreu, onde interpretou a cômica secretária "Jackie". Sua personagem trabalha para o empresário galã "Olavo" (Francisco Cuoco), por quem é apaixonada. Ela se faz de amiga da esposa do patrão, "Clô" (Irene Ravache), mas faz de tudo para atrapalhar a vida do casal. Com o fim da novela, fez parte do elenco da segunda temporada do seriado Os Caras de Pau, em 2011, estrelado por Marcius Melhem e Leandro Hassum, onde interpreta "Babi".
Em 2012, despontou no papel da vilã "Sônia Sarmento" na novela Cheias de Charme, de Filipe Miguez e Izabel de Oliveira, que trazia de forma cômica o conflito entre empregados e patrões. Na trama, sua personagem é uma mulher rica, fútil e manipuladora. Ela diz que criou "Cida" (Isabelle Drummond) como filha, mas sempre a tratou como uma empregada. Seu casamento acaba sofrendo uma crise com a derrocada financeira da família. Em 2013, esteve na pele da invejosa "Maura" na 21ª temporada de  Malhação e integra o elenco do filme de comédia Minha Mãe É Uma Peça, no papel de "Iesa", a irmã da "Dona Hermínia" interpretada por Paulo Gustavo. O filme foi um sucesso de bilheteria e lhe valeu a indicação ao Grande Otelo de Melhor Atriz Coadjuvante, concedida pela Academia Brasileira de Cinema.
Estrelou o solo Minimanual de Qualidade de Vida no teatro em 2013. A peça, com texto de Ana Paula Botelho e direção de Daniela Ocampo, conta a história de "Angelina Pimenta", uma palestrante que compartilha dicas de qualidade de vida de maneira divertida. No entanto, a personagem é o completo oposto do que prega em suas orientações. Em 2014, é escalada para a telenovela Boogie Oogie, de Rui Vilhena. No papel da fútil "Luísa", fez par romântico com Bruno Garcia. Sua personagem é amiga da vilã "Carlota" (Giulia Gam), sua cunhada, e esconde suas origens e a identidade de seus pais por ter vergonha dos mesmos serem pobres e humildes. Em 2015, volta ao horário nobre em A Regra do Jogo, novela de João Emanuel Carneiro, interpretando a interesseira "Dalila". Sua personagem faz parte de uma família falida e vive às custas do marido "Breno" (Otávio Müller). Ela é ambiciosa e preconceituosa, e se julga melhor que o restante da família.
Em 2016, desprende-se do estereótipo de mulher perua e fútil e destaca-se no papel da psicanalista "Eva" na novela das sete Rock Story. "Eva" trata o protagonista "Gui" (Vladimir Brichta) por ordem judicial, ajudando-o a entender melhor suas atitudes e a se controlar. Após ficar viúva, envolve-se com "Gordo" (Herson Capri), mas tem que lidar com sua enteada de temperamento forte "Manu" (Antônia Moraes) que volta ao Brasil com a morte do pai após anos na Europa. No cinema, reprisa o papel de "Iesa" na sequência Minha Mãe É Uma Peça 2 (2016), mais um sucesso de bilheteria nos cinemas.
Em 2018, integra o elenco da novela O Tempo Não Para, onde interpreta a bióloga "Monalisa". Ela é casada com "Marino" (Marcos Pasquim) e, assim como ele, deixou para trás os confortos da civilização para viver isolada na Ilha Vermelha. No entanto, ao descobrir as joias de crioula, sua ambição e o desejo de retornar à cidade falam mais alto. Ela volta para São Paulo e passa a residir na pensão de "Coronela" (Solange Couto), onde inicia uma disputa com "Cesária" (Olívia Araújo) pelas joias. Mais adiante, também por interesses financeiros, ela compartilhará "Teófilo" (Kiko Mascarenhas) com "Zelda" (Adriane Galisteu). Em 2019, pela terceira vez, interpreta "Iesa" no filme Minha Mãe É uma Peça 3, de Susana Garcia, repetindo o sucesso comercial dos dois primeiros filmes da franquia.

### 2020—presente: Trajetória e trabalhos recentes
Em 2020, foi convidada para atuar na série de suspense Desalma, no Globoplay, que se passa numa colônia ucraniana no sul do Brasil, em uma cidade assombrada por uma tragédia em sua festa mais tradicional e popular. Richter interpretou a freira misteriosa "Irmã Anninka" em participações especiais na primeira temporada da série. Ela não conseguiu participar da segunda temporada da série em 2022 por conflitos de agenda e seu personagem não continuou na trama. Em 2021, durante a pandemia, levou para o formato de apresentação online a peça Minimanual de Qualidade de Vida. Em 2022, voltou a encenar no teatro clássicos de sua carreira, as comédias A História de Nós Dois e Uma Loira na Lua, reprisando seus personagens.
No cinema, esteve no filme infantil D. P. A. 3 - Uma Aventura no Fim do Mundo (2022) na pele da "Bruxa Duvíbora" e, na televisão, é escalada para a novela Além da Ilusão, escrita por Alessandra Poggi. Na trama, interpreta a cômica "Julinha", uma mulher viciada em jogos de azar que tenta driblar a fiscalização do marido "Constantino" (Paulo Betti), que a proíbe a jogar, por perder constantemente. Em 2023, surge irreconhecível em uma participação especial na novela Terra e Paixão, de Walcyr Carrasco, como "Nice", uma falsa religiosa que entra na trama se dizendo herdeira da falecida "Cândida" (Susana Vieira), mas não passa de uma farsante que, na verdade, está ligada às armações da vilã "Irene" (Glória Pires).
Ainda em 2023, volta aos palcos protagonizando a comédia Gargalhada Selvagem, dirigida e adaptada por Guilherme Weber, com Rodrigo Fagundes no elenco. A peça é escrita pelo norte-americano Christopher Durang e foi sucesso em vários países, sendo adaptada pela primeira vez no Brasil. A trama se desenrola em três grandes momentos, centrando-se em um homem e uma mulher que se cruzam na mesma gôndola de um supermercado. Provenientes de universos distintos e com visões de mundo únicas, eles compartilham suas experiências e desafios para entender e se adaptar a uma sociedade que parece ter regras bem definidas. Em 2024 volta às novelas na pele da vilã "Brenda" em Família É Tudo!, de Daniel Ortiz, interpretando uma mulher controladora e imponente, que tem obsessão por controlar sua família.

## Vida pessoal
Desde 1997, é casada com Ronaldo Braga. A vida amorosa de Alexandra com Ronaldo começou com uma amizade de infância. Em entrevista ao programa Encontro em 2019, a atriz disse: "A gente passou a infância brincando, a adolescência toda. Nos conhecemos aos 10 anos. Fui no primeiro casamento dele e nunca aconteceu nada. Anos depois a gente se reencontrou". O casal tem uma filha, Gabriela Richter, estudante de medicina, adotada pelos dois quando tinha apenas 3 anos de idade.

## Teatro
| Ano     | Título                                    | Personagem                                   | Notas                 |
| ------- | ----------------------------------------- | -------------------------------------------- | --------------------- |
| 1992    | Vicejar Mundano                           |                                              |                       |
| 1993    | Terror na Praia                           |                                              |                       |
| 1994    | Os Amantes do Metrô                       |                                              |                       |
| 1996    | O Santo e a Porca                         |                                              |                       |
| 1998    | Os Saltimbancos                           |                                              |                       |
| 2003    | Loja de Brinquedos                        | Taga-Rela                                    |                       |
| 2004    | Uma Loira na Lua                          | Vários personagens, incluindo Marly de Bangu |                       |
| 2004    | Tistu, O Menino do Dedo Verde             |                                              |                       |
| 2005–07 | Divã                                      | Mônica / Mildred                             |                       |
| 2006    | Salada                                    |                                              | como produtora        |
| 2006    | Z.É. Zenas Emprovisadas                   |                                              |                       |
| 2008    | Toalete                                   |                                              |                       |
| 2009–17 | A História de Nós Dois 2                  | Lena / Mammy / Maria Helena                  | também como produtora |
| 2011    | Festa na Floresta                         |                                              |                       |
| 2013    | Minimanual de Qualidade de Vida           | Angelina Pimenta                             |                       |
| 2016    | O Amor Perdoa Tudo, Inclusive o Casamento |                                              |                       |
| 2022    | A História de Nós 2                       | Lena / Mammy / Maria Helena                  | também como produtora |
| 2022    | Uma Loira Na Lua                          | Vários personagens, incluindo Marly de Bangu |                       |
| 2023    | Gargalhada Selvagem                       |                                              |                       |

## Filmografia

### Televisão
| Ano     | Título                | Personagem                           | Nota                                                                         |
| ------- | --------------------- | ------------------------------------ | ---------------------------------------------------------------------------- |
| 1992    | Despedida de Solteiro | Enfermeira                           |                                                                              |
| 1993    | Sex Appeal            | Figurante                            |                                                                              |
| 1995    | Malhação              | aluna                                | Figuração Episódio: "27 de abril"                                            |
| 1996    | Chico Total           | Várias Personagens                   |                                                                              |
| 1997    | Mandacaru             | Parteira                             | Episódio: "14 de agosto"                                                     |
| 1997    | Por Amor              | Amiga de Meg                         | Episódio: "24 de dezembro"                                                   |
| 1998    | Anjo Mau              | Shirley                              | Episódios: "26–28 de fevereiro"                                              |
| 1998    | Torre de Babel        | Salva-vidas                          | Episódio: "2 de novembro"                                                    |
| 2000    | Laços de Família      | Elisa                                |                                                                              |
| 2001    | Brava Gente           | Zulmira                              | Episódio: "A Sonata"                                                         |
| 2001    | Malhação              | Madame Natasha                       | Episódio: "29 de agosto"                                                     |
| 2002    | Coração de Estudante  | Rita Cordeiro                        |                                                                              |
| 2003    | Celebridade           | Dolores Cerqueira                    | Episódio: "3 de dezembro"                                                    |
| 2004    | A Diarista            | Lílian                               | Episódio: "Stress Pouco é Bobagem"                                           |
| 2005    | A Diarista            | Verena                               | Episódio: "Nete, a Feia!"                                                    |
| 2005–09 | Zorra Total           | Vários personagens                   |                                                                              |
| 2007    | Carga Pesada          | Helen                                | Episódio: "Chave de Cadeia"                                                  |
| 2008    | Toma Lá, Dá Cá        | Ketinha Albuquerque                  | Episódio: "Cara de Uma, Olho Junto da Outra" Episódio: "A Ilha do Dr. Ladir" |
| 2010    | Passione              | Jaqueline Mourão (Jackie)            |                                                                              |
| 2011–12 | Os Caras de Pau       | Bárbara Alcântara Avelar Dias (Babi) |                                                                              |
| 2012    | Cheias de Charme      | Sônia Muniz Lyra Sarmento            |                                                                              |
| 2013–14 | Malhação Casa Cheia   | Maura Aguiar                         | Temporada 21                                                                 |
| 2014    | Boogie Oogie          | Luísa Veiga Azevedo Fraga            |                                                                              |
| 2015    | A Regra do Jogo       | Dalila Sampaio Stewart               |                                                                              |
| 2016    | Rock Story            | Eva Barroso                          |                                                                              |
| 2017    | Pega Pega             | Valquíria Larazini                   |                                                                              |
| 2018    | O Tempo Não Para      | Monalisa Santiago                    |                                                                              |
| 2020    | Desalma               | Irmã Anninka                         |                                                                              |
| 2020    | Dra. Darci            | Dra. Dolores                         | Episódio: "Pancadão"                                                         |
| 2022    | Além da Ilusão        | Júlia Figueiredo Andrade (Julinha)   |                                                                              |
| 2023    | Terra e Paixão        | Berenice Borges Ferreira (Nice)      | Episódios: "26 de julho—29 de setembro"                                      |
| 2024    | Família É Tudo        | Brenda Monteiro                      |                                                                              |

### Cinema
| Ano  | Título                                    | Personagem           |
| ---- | ----------------------------------------- | -------------------- |
| 2004 | Xuxa e o Tesouro da Cidade Perdida        | Dóris                |
| 2007 | Xuxa em Sonho de Menina                   | Produtora Estressada |
| 2009 | Divã                                      | Mônica               |
| 2009 | Xuxa em O Mistério de Feiurinha           | Bruxa Ruim           |
| 2013 | Minha Mãe É uma Peça - O Filme            | Iesa Amaral Leite    |
| 2014 | Muita Calma Nessa Hora 2                  | Marilu               |
| 2016 | Minha Mãe É Uma Peça 2                    | Iesa Amaral Leite    |
| 2017 | De Repente Eu Te Amo - O Filme            | Ângela               |
| 2017 | Amor.com                                  | Maria Helena         |
| 2018 | A História de Nós 2                       | Lena                 |
| 2019 | Minha Mãe É uma Peça 3                    | Iesa Amaral Leite    |
| 2022 | D. P. A. 3 - Uma Aventura no Fim do Mundo | Bruxa Duvíbora       |
| 2024 | Uma Babá Gloriosa                         | Clecy                |
| 2024 | Horizonte                                 | [ 51 ]               |

### Web
| Ano  | Título                   | Papel                                       | Ref    |
| ---- | ------------------------ | ------------------------------------------- | ------ |
| 2001 | Xuxa só para Baixinhos 2 | Ratinha Amarela / Mamãe Patinha / Dona Tatu | [ 52 ] |

## Prêmios e indicações
| Ano  | Associações                        | Categoria                | Nomeações                          | Resultado | Ref.   |
| ---- | ---------------------------------- | ------------------------ | ---------------------------------- | --------- | ------ |
| 2010 | Prêmio Tudo de Bom - O Dia         | Humor                    | Zorra Total A História de Nós Dois | Indicada  | [ 53 ] |
| 2014 | Grande Prêmio do Cinema Brasileiro | Melhor Atriz Coadjuvante | Minha Mãe É uma Peça - O Filme     | Indicada  | [ 54 ] |
| 2023 | Festival de Cinema de Vassouras    | Melhor Atriz Coadjuvante | Horizonte                          | Venceu    | [ 55 ] |